# Departamento de Nyong-et-Kéllé
Nyong-et-Kéllé es un departamento de la región Centro de Camerún. En noviembre de 2005 tenía una población censada de 129 819 habitantes.
Está formado por los siguientes municipios:
- Biyouha 3,386
- Bondjock 8,431
- Bot-Makak 17,089
- Dibang 9,063
- Éséka 23,242
- Makak 29,135
- Matomb 11,512
- Messondo 14,139
- Ngog-Mapubi 9,137
- Nguibassal 4,685